# گاردی‌کیمود
گاردی‌کیمود (انگلیسی: Gardiquimod) یک ترکیب شیمیایی است که به‌طور انتخابی بر روی TLR7 اثر می‌کند و یک تعدیل‌کنندهٔ پاسخ ایمنی محسوب می‌شود.
هستهٔ اصلی این ماده، یک «۱-هیدروژن-ایمیدازو [۴و۵-کربن] کینولین» است که در ترکیبات هم‌خانواده همچون رسی‌کیمود و ایمی‌کیمود هم یافت می‌شود.
گاردی‌کیمود از لحاظ ساختمانی بسیار شبیه به رسی‌کیمود است و تنها تفاوتش با داروی اخیر آن است که بجای اکسیژن، نیتروژن نشسته‌است.